# Gregório Pedro XX Gabroyan
Gregório Pedro XX Gabroyan, em armênio/arménio:  Գրիգոր Պետրոս Ի. Կապրոյեան, Grigor Petros I. Kaproyean (ISO 9985) (Alepo, 15 de novembro de 1934 - Beirute, 25 de maio de 2021) foi o 20º Patriarca Católico Armênio da Cilícia da Igreja Católica Armênia de 2015 a 2021.
Após a morte do Patriarca da Cilícia Narses Pedro XIX Tarmouni em 25 de junho de 2015, ele atuou como administrador da Igreja até a eleição de um novo patriarca. O Santo Sínodo Arménio dos Bispos Católicos, convocado a partir 14 de julho de 2015, elegeu Gabroyan como Patriarca Católico em 24 de julho de 2015 sob o nome de Gregório Pedro XX Gabroyan.
Foi oficialmente entronizado em 9 de agosto de 2015 em Bzoummar, Líbano.
O Patriarca faleceu no dia 25 de maio de 2021.